# Antocha (Antocha) vitripennis
Antocha (Antocha) vitripennis is een tweevleugelige uit de familie steltmuggen (Limoniidae). De soort komt voor in het Palearctisch gebied.